# Эрлингер, Эрих
Эрих Эрлингер (нем. Erich Ehrlinger; 14 октября 1910, Гинген-ан-дер-Бренц, Германская империя — 31 июля 2004, Карлсруэ, Баден-Вюртемберг, Германия) — немецкий юрист, оберфюрер СС, один из руководящих сотрудников Главного управления имперской безопасности, командир зондеркоманды 1b в составе айнзацгруппы A, осуществлявшей массовые убийства в Прибалтике, командир айнзацгруппы B.

## Биография
Эрих Эрлингер родился 14 октября 1910 года в семье бургомистра Кристиана Эрлингера. В 1928 году окончил школу в городе Хайденхайм-ан-дер-Бренц. В том же году поступил в университет Тюбингена, где изучал право и государствоведение. В 1930 году, проучившись четыре семестра в Тюбингене, Эрлингер перевёлся в Кильский университет, после одного семестра с 29 октября 1930 года учился в университете Берлина.
15 мая 1931 года вступил в Штурмовые отряды (СА). 1 июня 1931 года вступил в НСДАП (билет № 541195). 15 ноября 1932 года в звании труппфюрера возглавил 15-ю роту СА. Эрлингер был одним из нацистских активистов среди студентов в Тюбингене. 8 марта 1933 года вместе с коллегой Мартином Зандбергером поднял флаг со свастикой над зданием университета. 31 марта 1933 года сдал государственный юридический экзамен и в качестве секретаря поступил на работу в окружной суд Тюбингена.
В марте 1934 года Эрлингер решил отказаться от юридической карьеры и сконцентрировался на деятельности штурмовых отрядов. После прохождения учебного курса в офицерской школе СА в Цоссене 1 марта 1934 года стал руководителем высшей школы СА в Тюбингене и также был заместителем директора спортивной школы СА под Роттенбургом. 1 июля 1934 года возглавил спортивную школу СА в замке Ринек в Нижней Франконии. В октябре 1934 года получил должность уполномоченного по образованию в СА.
В 1935 году в отделении службы безопасности (СД) в Вюрцбурге Эрлингеру была предложена работа в отделе прессы и печати. 22 июня 1935 года в звании унтерштурмфюрера был зачислен в ряды СС (№ 107493). В сентябре 1935 года был переведён в главное отделение СД в Берлине, где работал под руководством Франца Зикса в отделе I 3 (дела прессы и музеев). В апреле 1937 года Зикс сделал Эрлингера начальником штаба и своим заместителем в отделе II 1 («идеологическая оценка»). Эрлингер непосредственно участвовал в формировании репрессивной политики против «идеологических противников», среди которых были евреи.
12 марта 1938 года после окончания аншлюса Австрии участвовал в создании отделения СД в Вене. 21 октября 1939 года был назначен начальником СД в айнзацкоманде 1 в Праге и также участвовал в создании органов СД. При поддержке местной полиции Эрлингер провёл акцию «Решётка», в ходе которой были арестованы 6000 немецких эмигрантов и чешских «враждебных элементов». В начале сентября 1939 года во время вторжения в Польшу Эрлингер служил в штабе 4-й айнзацгруппы. После расформирования подразделения в ноябре 1939 года возглавил отделение СД в Варшаве. С 12 апреля по 14 августа 1940 года проходил службу в войсках СС и в качестве военного корреспондента участвовал во Французской кампании. С августа 1940 года в Норвегии вместе с Вальтером Шталекером по особому поручению Генриха Гиммлера занимался формированием войск СС из норвежских добровольцев. В феврале 1941 года вернулся в Главное управление имперской безопасности (РСХА) в Берлине.
В июне 1941 года стал начальником зондеркоманды 1b в составе айнзацгруппы A. Айнзацгруппа A действовала в тылу группы армий «Север». 28 июня зондеркоманда вошла в Каунас. Ещё до вступления подразделения литовские коллаборационисты провели еврейские погромы и разрушили городскую синагогу. 5 июля подразделение достигло литовского города Даугавпилс, где было убито 185 евреев, включая стариков и женщин. По приказу Эрлингера служащие зондеркоманды совместно с литовскими помощниками обыскали квартал Даугавпилса, собрали мужскую часть населения, отвели в парк на окраине города и группами доставляли к заранее выкопанным ямам, где убивали их выстрелом в затылок из пистолета. Эрлингер лично контролировал расстрелы. В отчёте от 16 июля в РСХА зондеркоманда сообщила о 1150 евреев, расстрелянных в Даугавпилсе. В период с октября по декабрь 1941 года зондеркоманда совместно с другими подразделениями полиции безопасности уничтожила 6624 человека.
9 декабря 1941 года стал командиром полиции безопасности и СД в Киеве. Эрлингер лично присутствовал при проведении казней и считал, что все сотрудники его ведомства должны принимать в них участие. В одном случае он сам взял в руки оружие и принял личное участие в расстреле, поскольку посчитал, что расстрел, по его мнению, проводится слишком медленно. Летом 1943 года из лагеря Михаловка под Киевом смогли сбежать несколько заключённых. Эрлингер приказал узникам лагеря построиться и через переводчика сообщил, что за беглецов несколько из них будут расстреляны. Согласно показаниям свидетеля, среди заключённых поднялось волнение, после чего Эрлингер достал пистолет и резко выпустил весь магазин патронов в толпу людей.
6 сентября 1943 года был переведён в Белоруссию, где стал руководителем полиции безопасности и СД в Минске и командиром айнзацгруппы B. В конце октября 1943 года Эрлингер приказал расстрелять оставшихся в живых 4500 жителей Минского гетто или уничтожить их в газвагенах.
1 апреля 1944 года стал руководителем 1-го управления РСХА по кадровым и организационным вопросам. 9 ноября 1944 года был повышен Генрихом Гиммлером до оберфюрера СС.
После войны во Фленсбурге попал в британский плен, однако был отпущен уже 7 июня 1945 года, поскольку представился унтер-офицером вермахта Эрихом Фрёшером. Эрлингер работал в сельском хозяйстве в Шлезвиг-Гольштейне и с октября 1945 года жил в Роте под Нюрнбергом. В 1950 году переехал вместе с семьей в Констанц, где работал администратором в казино. В 1952 году женился во второй раз и перестал пользоваться чужим именем. С 1954 года был главой представительства Volkswagen в Карлсруэ. 10 декабря 1958 года был арестован и помещён в следственный изолятор. Суд над Эрлингером проходил в Карлсруэ с 16 октября по 20 декабря 1961 года. 20 декабря 1961 года за пособничество в убийстве в 1045 случаях земельный суд приговорил его к 12 годам заключения в тюрьме строгого режима и лишению гражданских прав сроком на 5 лет. Прокуратура подала апелляцию в Федеральный верховный суд ФРГ, в результате чего 28 мая 1963 года дело было направлено на новое рассмотрение, а прежний приговор отменён. В октябре 1965 года был освобождён по состоянию здоровья. 3 декабря 1969 года Эрлингер был признан недееспособным, и дело против него было прекращено. Умер 31 июля 2004 года в Карлсруэ.